# Evolveo
Evolveo je česká značka spotřební elektroniky vzniklá roku 2005. Je vlastněna společností Abacus Electric, která je od roku 1992 distributorem v oblasti informačních technologií, sídlící v Českých Budějovicích. Nejprve působila jen ve střední Evropě. Do roku 2013 se jmenovala Evolve a po vstupu do anglicky mluvících zemí se přejmenovala na Evolveo.

## Působnost
Firma Abacus Electric se zabývá distribucí počítačových komponentů, je to největší distributor počítačových skříní v ČR a největší český výrobce serverů. Pod její značkou Evolveo se vyrábí různé výrobky spotřební elektroniky. Mezi hlavní produkty značky patří odolné mobilní telefony, chytré hodinky, fitness náramky, počítačové skříně, klávesnice, myši, přenosné reproduktory, sluchátka, robotické vysavače, set-top boxy, antény a jiný elektro materiál. Značka působí ve více než deseti zemích.